# 浜田義明
- 浜田義明
- 濱田義明
- 濵田義明

浜田 義明（はまだ よしあき、1902年（明治35年）11月19日 - 1987年（昭和62年））は、昭和期の日本の体育教育者・スポーツ指導者。東京高等師範学校在学中の1928年、アムステルダムオリンピックの男子漕艇の日本代表選手の一人となった。

## 生涯
高知県出身。1924年（大正13年）、高知師範学校（高知大学教育学部の前身）卒業。1925年（大正14年）、東京高等師範学校体育科に入学。1928年（昭和3年）、アムステルダムオリンピックの男子漕艇の日本代表選手の一人となった。同種目において日本チームは敗者復活戦で敗退した。
1929年（昭和4年）、東京高等師範学校を卒業し、愛媛県師範学校（愛媛大学教育学部の前身）教諭となる。1930年（昭和5年）、高岡高等商業学校（富山大学経済学部の前身）助教授。同校には1932年（昭和7年）まで務め、体育を教えた。その後、文部事務官を17年間務め、第二次世界大戦後の1949年、東京都教育庁の社会教育課長となり1951年まで務めたあと都立神代高校校長に就任。1965年には中京女子大学教授、体育学部学部長を務めている。
1983年（昭和58年）、高知県立春野総合運動公園体育館において「高知県スポーツの殿堂」の顕彰が始まった際、浜田は「教育現場で指導者の育成」およびオリンピック出場を功績として、第1回殿堂入り対象者22人のうちの1人に選ばれた。

## 編著書
- 浜田義明 編『学校体育運動に関する法令並に通牒』目黒書店、1939年。[1]
- 全日本体操連盟（編）「集団体操の雑感」『体操』第9巻第12号、目黒甚七、1939年12月、20-21頁。
- 全日本体操連盟（編）「紀元二千六百年」『体操』第10巻第1号、目黒甚七、1940年1月、6-7頁。
- 全日本体操連盟（編）「入試の根本問題」『体操』第10巻第2号、目黒甚七、1940年2月、13-14頁。
- 全日本体操連盟（編）「死線をさ迷ふ」『体操』第10巻第3号、目黒甚七、1940年3月、18-19頁。
- 全日本体操連盟（編）「体操大会ところどころ」『体操』第10巻第6号、目黒甚七、1940年6月、6-8頁。
- 全日本体操連盟（編）「寧楽から阿波へ 体育巡歴記（1）」『体操』第10巻第7号、目黒書店、1940年7月、19-21頁。
- 全日本体操連盟（編）「寧楽から阿波へ 体育巡歴記（2）」『体操』第10巻第8号、目黒書店、1940年8月、12-14頁。
- 全日本体操連盟（編）「寧楽から阿波へ 体育巡歴記（3）」『体操』第10巻第9号、目黒甚七、1940年9月、32-34頁。
- 「保健学習について（1）」『新体育』第24巻第4号、新体育社、1954年4月、13-15頁。
- 「剣道と橈競技」『新体育』第24巻第5号、新体育社、1954年5月、20-22頁。